# Mountain Green
Mountain Green è un census-designated place (CDP) degli Stati Uniti d'America, situato nello Stato dello Utah, nella contea di Morgan. Secondo il censimento del 2020 gli abitanti di Mountain Green ammontavano a 4 231.